# Penitenza tariffata

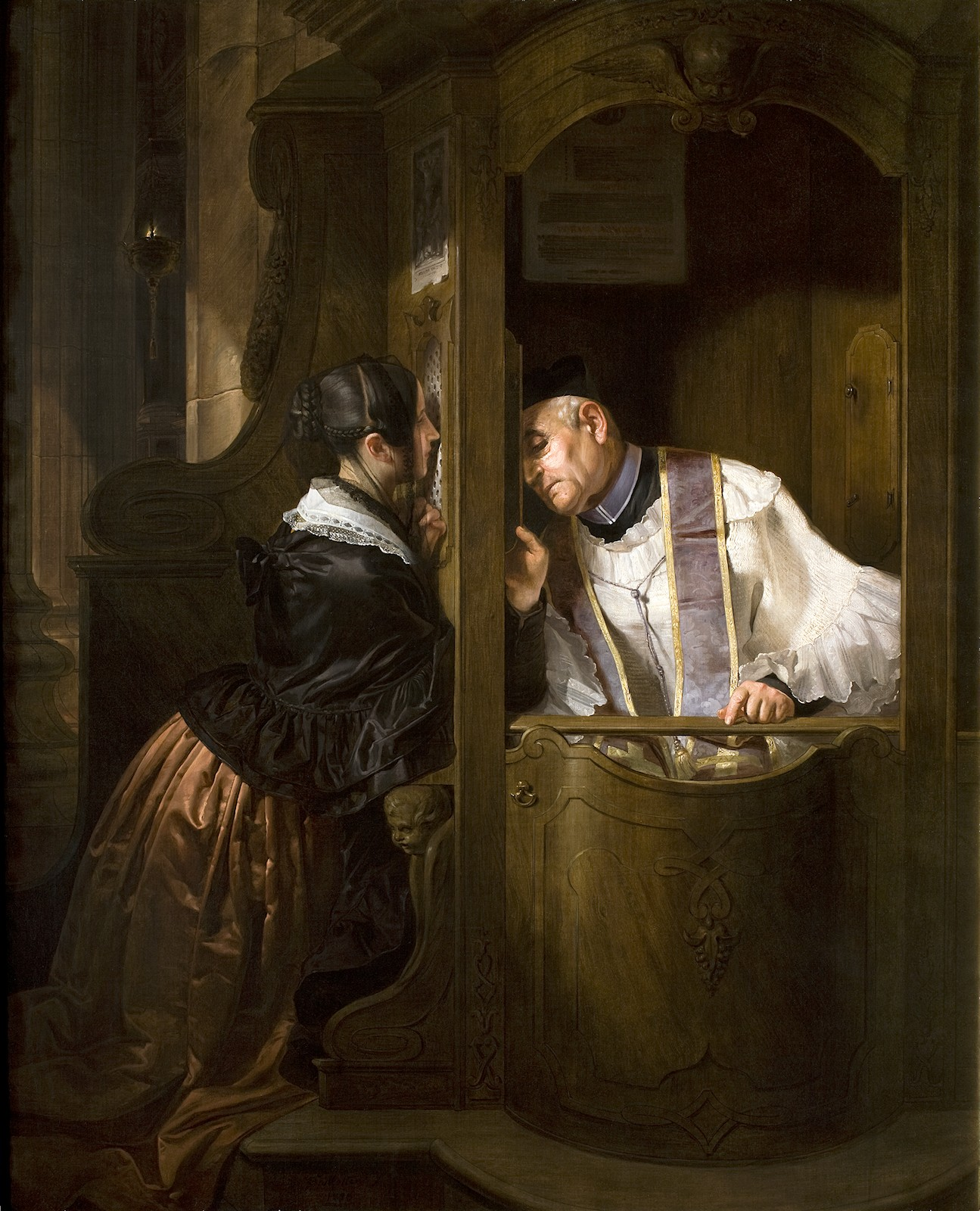
Giuseppe Molteni, La Confessione

La penitenza tariffata è un tipo di penitenza che si afferma nella Chiesa cristiana d'occidente a partire dal VI secolo e consiste in riti di penitenza svolti in privato (anziché in pubblico, come era stato sino ad allora), cui segue il perdono da parte di un semplice sacerdote (anziché di un vescovo, come in precedenza) o l'eventuale iterazione della penitenza.
Fu chiamata anche penitenza insulare in quanto si affermò nei monasteri dell'Irlanda e fu diffusa in Europa da San Colombano e dai monaci irlandesi.
Per aiutare il confessore nella scelta della penitenza furono creati dei libri penitenziali, detti «tariffari», che prevedevano per ogni colpa un'appropriata modalità di espiazione.
L'avvento della penitenza tariffata in luogo di quella pubblica porterà via via alla scomparsa di quest'ultima,  già in crisi dal VI secolo soprattutto a causa della sua difficile praticità e dell'eccessivo rigore.
La pratica della penitenza tariffata era associata a un'importante innovazione nella prassi penitenziale che si chiama redenzione. Essa consisteva nella sostituzione di gravi peni canoniche, specialmente da lungo e duro a digiuno, con opere suppletorie, come preghiere ed elemosine, che venivano giudicate equivalenti, ma che si potevano eseguire con maggiore facilità. I ricchi e nobili, per sciogliere in fretta la loro penitenza, si facevano aiutare da persone estranee, anche pagandole. In alternativa, si riscattavano dalla penitenza mediante l'offerta di una somma di denaro destinata ad opere pie, il cui importo era fissato nei libri penitenziali.
Nell'Alto Medioevo la penitenza pubblica dell'antichità Cristiana rimase in vigore per le colpe gravi pubbliche e scandalose, che dovevano essere scontate sempre in pubblico e dinanzi alla comunità. Tuttavia, l'accettazione della penitenza pubblica non dipendeva più come prima dalla volontà del peccatore, ma veniva imposta durante la visita pastorale e nel giudizio sinodale, anche con l'aiuto della forza secolare.